# Norwegische Basketballnationalmannschaft
Die norwegische Basketballnationalmannschaft repräsentiert Norwegen bei Basketball-Länderspielen der Herren, etwa bei internationalen Turnieren und bei Freundschaftsspielen.
Das Team konnte sich bisher nicht für Weltmeisterschaften, Olympische Spiele oder Europameisterschaften qualifizieren.

## Geschichte
1965 wurden erstmals die besten norwegischen Basketballspieler zu einem Nationalteam zusammengestellt. Das erste Spiel der Geschichte der Norwegischen Basketballnationalmannschaft fand im Rahmen des Polar Cup statt und ging gegen Island mit 39:74 verloren. Der Beitritt zur FIBA erfolgte drei Jahre später, im Jahre 1968.
Die ersten Jahre seit Gründung wurden ausschließlich Partien gegen skandinavische Basketballnationalteams absolviert, die bis 1971 allesamt verloren gingen. Nach 30 Niederlagen aus 30 Spielen gelang Norwegen schließlich bei einem Freundschaftsspiel in Hallsberg gegen eine Juniorenauswahl Schwedens der erste Sieg. Gegen die Schwedische Männernationalmannschaft war man zuvor (37:91 und 44:148) chancenlos.
Es gelang den Norwegern bisher nie, sich für ein internationales Großturnier zu qualifizieren. Phasenweise ruhte der Spielbetrieb der Nationalmannschaft auch.

### Bekannte Spieler
- Torgeir Bryn, bis heute der einzige Norweger, der jemals in der NBA spielte. Dort war er für die Los Angeles Clippers aktiv.

## Abschneiden bei internationalen Wettbewerben
| - noch nie qualifiziert |  | - noch nie qualifiziert |

### Europameisterschaften
- noch nie qualifiziert